# Żydów (gmina)
Żydów – dawna gmina wiejska istniejąca w latach do końca 1935 roku w woj. łódzkim. Była położona na południe od Kalisza. Nazwa gminy pochodzi od wsi Żydów, lecz siedzibą władz gminy był Zagorzynek (obecnie dzielnica Kalisza).
W okresie międzywojennym gmina Żydów należała do powiatu kaliskiego w woj. łódzkim.
11 kwietnia 1934 od gminy Żydów odłączono połacie o powierzchni 445 ha (m.in. Zagorzynek oraz części Noskowa), włączając je do miasta Kalisza.
1 stycznia 1936 roku gmina została zniesiona, a z jej obszaru (oraz z obszaru zniesionych gmin Tyniec i Kalisz) utworzono nową gminę Podgrodzie Kaliskie; część obszaru gminy Żydów weszła także w skład gminy Godziesze.